# 胡太平
胡太平（1955年8月—2019年12月3日），陕西蓝田人；东北工学院金属材料系毕业，西北工业大学工学博士学位。1974年4月加入中国共产党；生前曾任中华人民共和国检察官、陕西省人民检察院检察长；还是第十届、第十一届、第十二届全国人民代表大会陕西地区代表。

## 生平
胡太平出生在西安市蓝田县的一个普通农民家庭，家境贫寒，13岁就参加了生产队的劳动，半工半读；18岁时，加入中国共产党，并当选村党支部的领导；19岁后，又相继担任县工作队领导、孟村公社党委副书记。 高考制度恢复后，于1978年2月，考入东北工学院金属材料系学习，是“文化大革命”结束后的首批大学生。
大学毕业后，被分配到西安市政府工作；历任市政府办公厅综合处、秘书处干事，机要处副处长、副处级秘书；1988年8月，任市公安局莲湖分局政委；1991年3月至2000年3月，先后担任中共西安市莲湖区委常委、兼区政法委书记，区委副书记，莲湖区副区长、区长。2000年3月，45岁的胡太平擢升中共陕西省委办公厅主任；同年7月，出任陕西省公安厅厅长、党委书记兼武警陕西省总队第一政委、党委第一书记；期间，他还在西北工业大学系统工程专业学习，获工学博士学位。2006年1月，在陕西省第十届人大四次会议出上，出任陕西省人民检察院检察长；2018年1月，到龄退休。
2019年12月3日，在西安病逝，享年64岁。